# Club Deportivo Municipal de La Paz
|  | No s'ha de confondre amb Club Centro Deportivo Municipal. |

El Club Deportivo Municipal de La Paz és un club de futbol bolivià de la ciutat de La Paz.
El club va ser fundat el 20 d'octubre de 1944.

## Palmarès
- Campionat bolivià de futbol:[2]
  - 1961, 1965

- Copa Simón Bolívar (segona divisió):[3]
  - 1995